# Goera tarockana
Goera tarockana är en nattsländeart som beskrevs av Malicky 1978. Goera tarockana ingår i släktet Goera och familjen grusrörsnattsländor. Inga underarter finns listade i Catalogue of Life.